# São Martinho de Silvares
São Martinho de Silvares is een plaats (freguesia) in de Portugese gemeente Fafe en telt 1451 inwoners (2001).

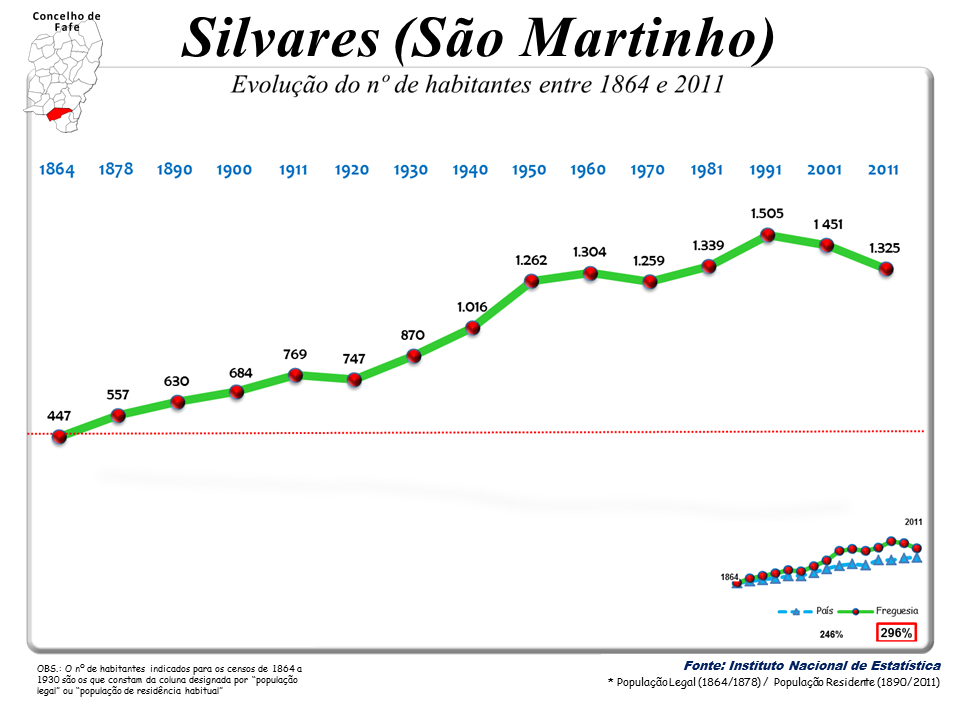
Bevolkingsontwikkeling tussen 1864 en 2011